# Sankt Georgen an der Stiefing

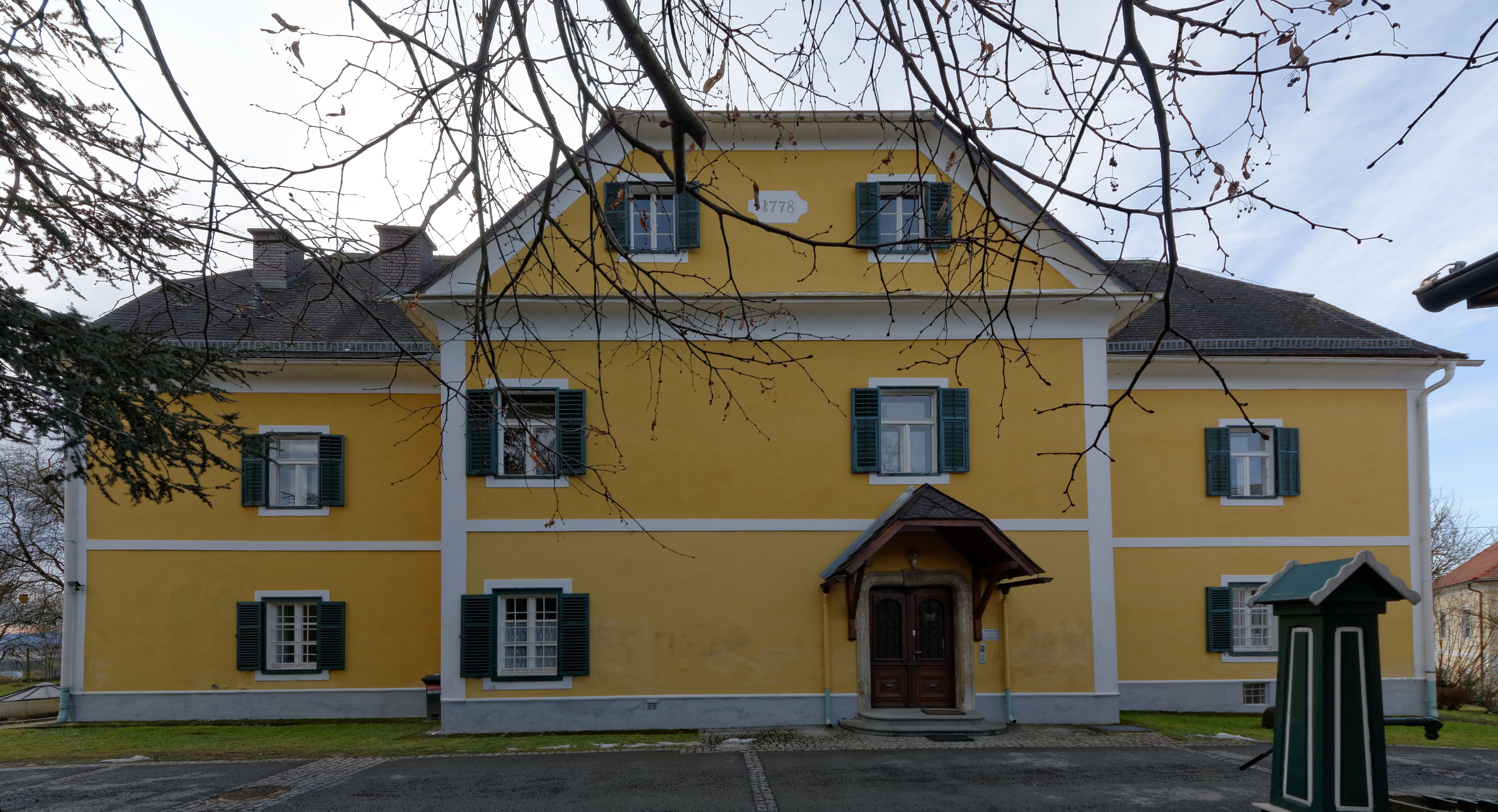
Der 1778 gebaute Pfarrhof

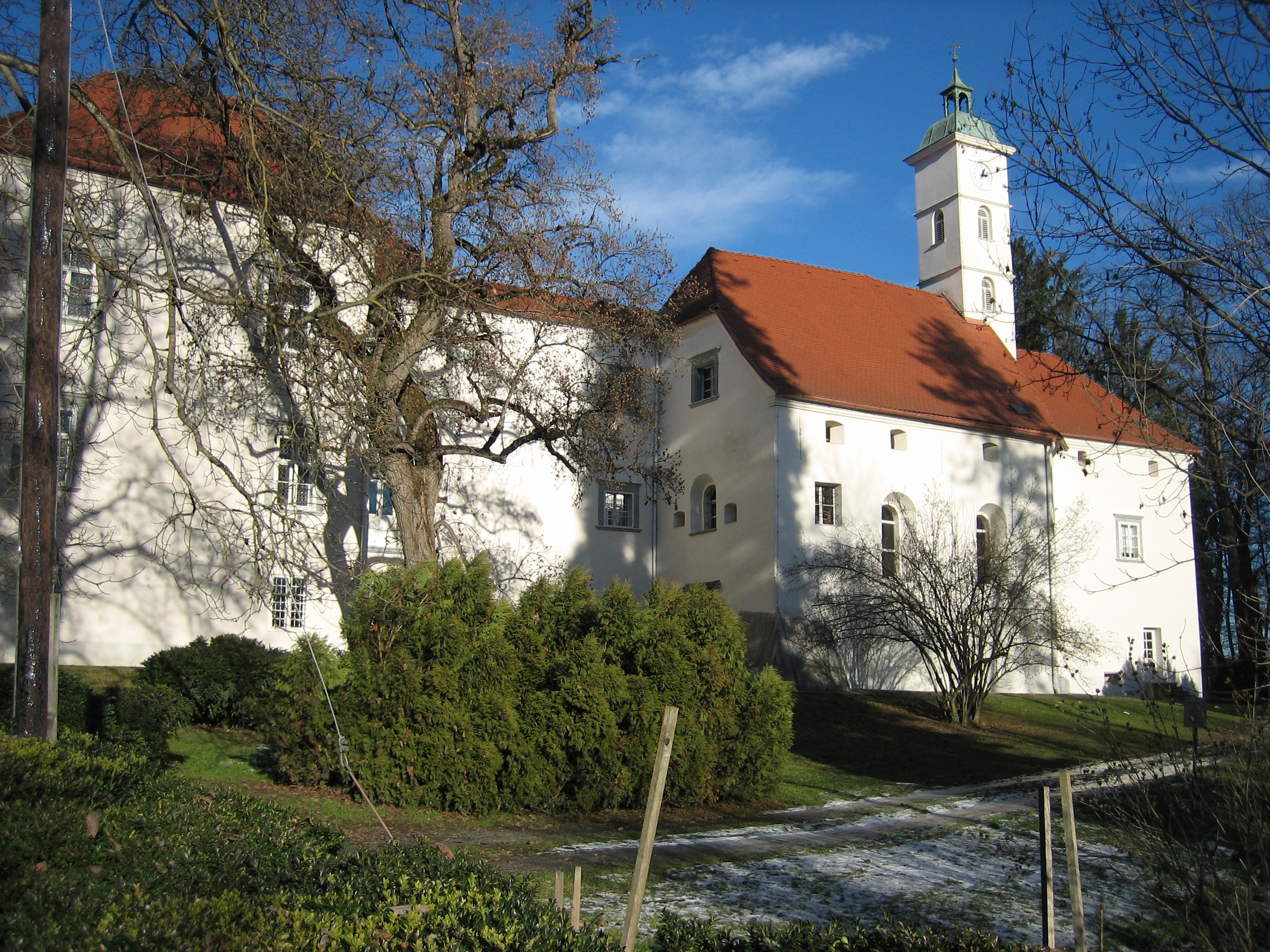
Schloss Neudorf mit Marienkapelle in Hart

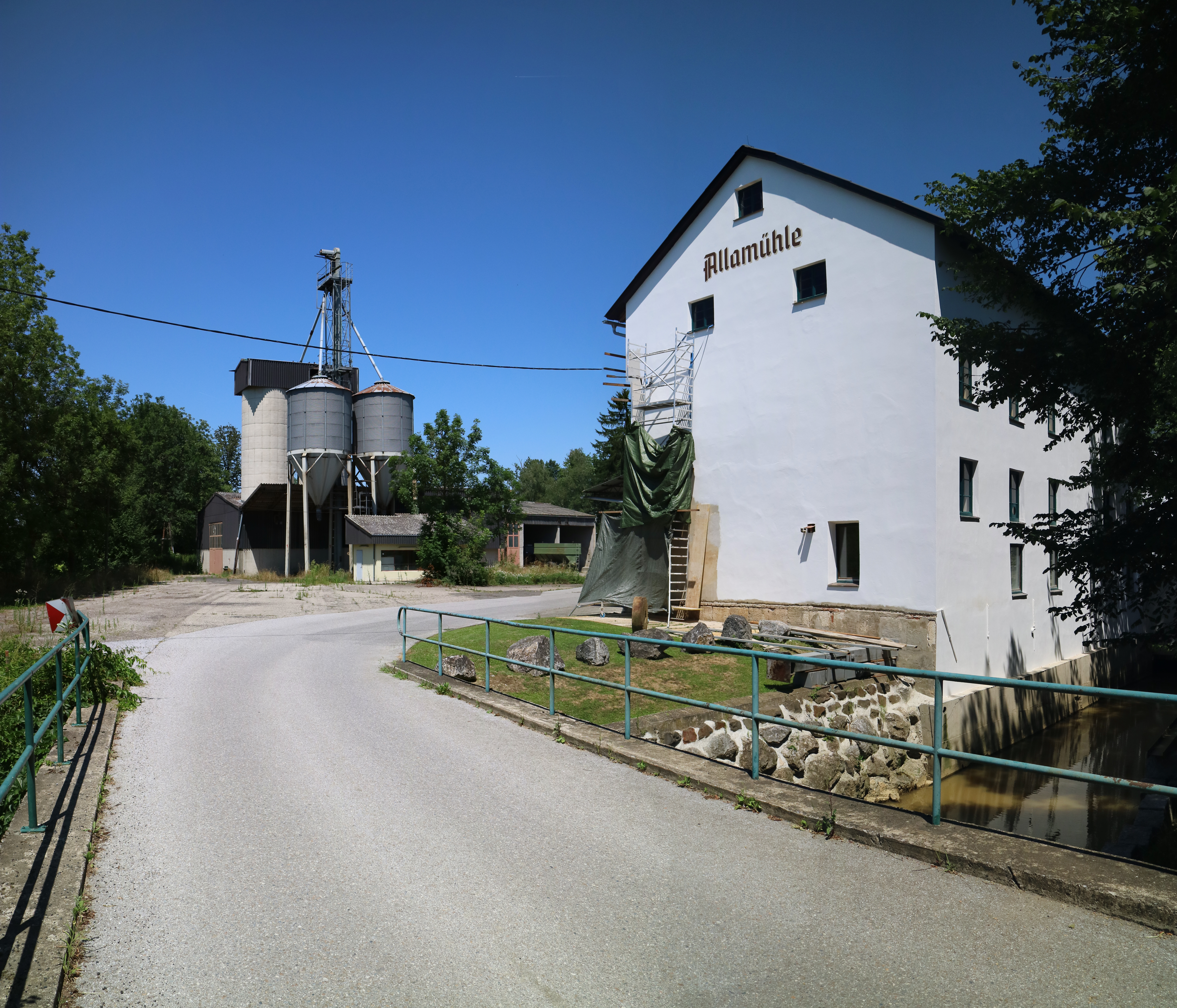
Allamühle an der Stiefing

Sankt Georgen an der Stiefing ist eine Marktgemeinde mit 1602 Einwohnern (Stand 1. Jänner 2024) im Bezirk Leibnitz im österreichischen Bundesland Steiermark. Seit Jänner 2015 ist sie im Rahmen der Gemeindestrukturreform um die Katastralgemeinde Hart sowie einige weitere Grundstücke der bis dahin bestehenden Gemeinde Stocking erweitert.

## Geografie
Sankt Georgen an der Stiefing liegt östlich der Mur am Nordostrand des Leibnitzer Feldes in der Steiermark.

### Gemeindegliederung
Das Gemeindegebiet umfasst elf Ortschaften (in Klammern Einwohnerzahl Stand 1. Jänner 2024):
- Alla (24)
- Baldau (156)
- Gerbersdorf (50)
- Hart bei Wildon (146)
- Kurzragnitz (122)
- Lappach (105)
- Neudorf (270)
- Prentern (35)
- Sankt Georgen an der Stiefing (571)
- Stiefing (80)
- Stiefingberg (43)

Die Gemeinde besteht aus drei Katastralgemeinden Hart, Lappach und St. Georgen an der Stiefing.
| Katastralgemeinden                                                         | Ortschaften in der Gemeinde |
| -------------------------------------------------------------------------- | --- |
| Hart (4,85 km²) Lappach (2,07 km²) St. Georgen an der Stiefing (11,80 km²) | Alla (D) Baldau (R) Baldauberg (ZH) Steinfeld (R) Gerbersdorf (ZH) Hart bei Wildon (D) Kurzragnitz (ZH) Farmfeld (R) Lappach (R) Neudorf (R) Aframberg (R) Langfeld (R) Prentern (ZH) Sankt Georgen an der Stiefing (M) Stiefing (D) Stiefingberg (R) |
| Legende                                                                    | |

| In der Spalte Katastralgemeinden sind sämtliche Katastralgemeinden einer Gemeinde angeführt. In der Klammer ist die jeweilige Fläche in km² angegeben. |
| In der Spalte Ortschaften sind sämtliche von der Statistik Austria erfassten Siedlungen, die auch eine eigene Ortschaftskennziffer aufweisen, angeführt. In der Hierarchieebene derselben Spalte, rechts eingerückt, werden nur Ansiedlungen, die mindestens aus mehreren Häusern bestehen, dargestellt. Die wichtigsten der verwendeten Abkürzungen sind: - M = Hauptort der Gemeinde - Stt = Stadtteil - R = Rotte - W = Weiler - D = Dorf - ZH = Zerstreute Häuser - Sdlg = Siedlung - Hgr = Häusergruppe - E = Einzelgehöft (nur wenn sie eine eigene Ortschaftskennziffer haben) Die komplette Liste der Statistik Austria ist in: Topographische Siedlungskennzeichnung nach STAT Zu beachten ist, dass manche Orte unterschiedliche Schreibweisen haben können. So können sich Katastralgemeinden anders schreiben als gleichnamige Ortschaften bzw. Gemeinden. Quelle: Statistik Austria – |

### Nachbargemeinden
Sankt Georgen an der Stiefing hat vier Nachbargemeinden, alle liegen im Bezirk Leibnitz.
|        | Allerheiligen bei Wildon                    |              |
| Wildon | Kompassrose, die auf Nachbargemeinden zeigt | Schwarzautal |
|        | Ragnitz                                     |              |

## Geschichte
Die Pfarrkirche wurde urkundlich schon 1147 erwähnt. Sie bildet mit dem Schloss ein bauliches Ensemble.
Die Ortsgemeinde als autonome Körperschaft entstand 1850. Nach der Annexion Österreichs 1938 kam die Gemeinde zum Reichsgau Steiermark, 1945 bis 1955 war sie Teil der britischen Besatzungszone in Österreich.

### Bevölkerungsentwicklung
| Sankt Georgen an der Stiefing: Einwohnerzahlen von 1869 bis 2024 | Sankt Georgen an der Stiefing: Einwohnerzahlen von 1869 bis 2024 | Sankt Georgen an der Stiefing: Einwohnerzahlen von 1869 bis 2024 | Sankt Georgen an der Stiefing: Einwohnerzahlen von 1869 bis 2024 | Sankt Georgen an der Stiefing: Einwohnerzahlen von 1869 bis 2024 |
| ---------------------------------------------------------------- | ---------------------------------------------------------------- | ---------------------------------------------------------------- | ---------------------------------------------------------------- | ---------------------------------------------------------------- |
| Jahr                                                             |                                                                  |                                                                  |                                                                  | Einwohner                                                        |
| 1869                                                             | 1869                                                             |                                                                  | 1.577                                                            | 1.577                                                            |
| 1880                                                             | 1880                                                             |                                                                  | 1.571                                                            | 1.571                                                            |
| 1890                                                             | 1890                                                             |                                                                  | 1.625                                                            | 1.625                                                            |
| 1900                                                             | 1900                                                             |                                                                  | 1.528                                                            | 1.528                                                            |
| 1910                                                             | 1910                                                             |                                                                  | 1.570                                                            | 1.570                                                            |
| 1923                                                             | 1923                                                             |                                                                  | 1.510                                                            | 1.510                                                            |
| 1934                                                             | 1934                                                             |                                                                  | 1.478                                                            | 1.478                                                            |
| 1939                                                             | 1939                                                             |                                                                  | 1.389                                                            | 1.389                                                            |
| 1951                                                             | 1951                                                             |                                                                  | 1.510                                                            | 1.510                                                            |
| 1961                                                             | 1961                                                             |                                                                  | 1.376                                                            | 1.376                                                            |
| 1971                                                             | 1971                                                             |                                                                  | 1.417                                                            | 1.417                                                            |
| 1981                                                             | 1981                                                             |                                                                  | 1.381                                                            | 1.381                                                            |
| 1991                                                             | 1991                                                             |                                                                  | 1.404                                                            | 1.404                                                            |
| 2001                                                             | 2001                                                             |                                                                  | 1.507                                                            | 1.507                                                            |
| 2011                                                             | 2011                                                             |                                                                  | 1.514                                                            | 1.514                                                            |
| 2021                                                             | 2021                                                             |                                                                  | 1.605                                                            | 1.605                                                            |
| 2024                                                             | 2024                                                             |                                                                  | 1.602                                                            | 1.602                                                            |
| Quelle(n): Statistik Austria, Gebietsstand 1.1.2021              |                                                                  |                                                                  |                                                                  |                                                                  |

## Kultur und Sehenswürdigkeiten
- Schloss St. Georgen an der Stiefing
- Katholische Pfarrkirche St. Georgen an der Stiefing

## Wirtschaft und Infrastruktur

### Wirtschaftssektoren
Die folgende Tabelle zeigt die Entwicklung der Anzahl der Betriebe und der Beschäftigten in den Wirtschaftssektoren:
| Wirtschaftssektor            | Anzahl Betriebe | Anzahl Betriebe | Anzahl Betriebe | Erwerbstätige | Erwerbstätige | Erwerbstätige |
| Wirtschaftssektor            | 2021            | 2011            | 2001            | 2021          | 2011          | 2001          |
| ---------------------------- | --------------- | --------------- | --------------- | ------------- | ------------- | ------------- |
| Land- und Forstwirtschaft 1) | 47              | -               | -               | 49            | 49            | 54            |
| Produktion                   | 10              | 10              | 13              | 41            | 28            | 43            |
| Dienstleistung               | 88              | 91              | 53              | 364           | 284           | 234           |

1) Betriebe mit Fläche in den Jahren 2010 und 1999, Arbeitsstätten im Jahr 2021

### Verkehr
Sankt Georgen an der Stiefing ist mit der Buslinie 620 mit Graz verbunden.

## Politik

### Bürgermeister
Wolfgang Neubauer (ÖVP), der schon bis 31. Dezember 2014 als Bürgermeister fungierte und ab 1. Jänner 2015 die Geschäfte der fusionierten Gemeinde als Regierungskommissär führte, wurde im Rahmen der konstituierenden Sitzung des Gemeinderats am 17. April 2015 neuerlich zum Bürgermeister gewählt. Er wurde bei der Wahl 2020 als Bürgermeister bestätigt. Mit 31. März 2024 legte er das Amt und als Nachfolger wurde David Rumpf gewählt. Bei der Gemeinderatswahl 2025 wurde Bürgermeister Rumpf bestätigt.
Dem Gemeindevorstand gehören weiters der Vizebürgermeister Wolfgang Platzer und der Gemeindekassier Hannes Obendrauf an.
Amtsleiterin ist Monika Pletzl.

### Gemeinderat
Der Gemeinderat besteht aus 15 Mitgliedern. Nach dem Ergebnis der Wahl 2025 setzt sich dieser wie folgt zusammen:
- 11 Mandate ÖVP
- 2 Mandate WIR! für St. Georgen
- 1 Mandat SPÖ
- 1 Mandat FPÖ

| Partei               | 2025    | 2025 | 2025    | 2020 | 2020 | 2020 | 2015 | 2015 | 2015 | 2010             | 2010             | 2010             | 2005             | 2005             | 2005             | 2000 | 2000 | 2000 |
| Partei               | Stimmen | %    | Mandate | Sti. | %    | M.   | Sti. | %    | M.   | Sti.             | %                | M.               | Sti.             | %                | M.               | Sti. | %    | M.   |
| -------------------- | ------- | ---- | ------- | ---- | ---- | ---- | ---- | ---- | ---- | ---------------- | ---------------- | ---------------- | ---------------- | ---------------- | ---------------- | ---- | ---- | ---- |
| ÖVP                  | 608     | 66   | 11      | 473  | 59   | 9    | 648  | 67   | 11   | 598              | 80               | 12               | 356              | 52               | 8                | 463  | 70   | 11   |
| SPÖ                  | 106     | 12   | 1       | 106  | 13   | 2    | 164  | 17   | 2    | 146              | 20               | 03               | 332              | 48               | 7                | 109  | 16   | 2    |
| FPÖ                  | 54      | 6    | 1       | 28   | 3    | 0    | 154  | 16   | 2    | nicht kandidiert | nicht kandidiert | nicht kandidiert | nicht kandidiert | nicht kandidiert | nicht kandidiert | 090  | 14   | 2    |
| WIR! für St. Georgen | 152     | 17   | 2       | 196  | 24   | 4    |      |      |      |                  |                  |                  |                  |                  |                  |      |      |      |
| Wahlberechtigte      | 1333    | 1333 | 1333    | 1289 | 1289 | 1289 | 1260 | 1260 | 1260 | 931              | 931              | 931              | 943              | 943              | 943              | 861  | 861  | 861  |
| Wahlbeteiligung      | 70 %    | 70 % | 70 %    | 63 % | 63 % | 63 % | 77 % | 77 % | 77 % | 81 %             | 81 %             | 81 %             | 75 %             | 75 %             | 75 %             | 78 % | 78 % | 78 % |

### Wappen
Die Verleihung des Gemeindewappens erfolgte mit Wirkung vom 1. Juni 1994.
Wappenbeschreibung: „In Blau silbern der heilige Georg hoch zu Roß mit einer Lanze einen am Rücken liegenden Drachen tötend.“

## Persönlichkeiten

### Ehrenbürger
- 1966: Franz Wegart (1918–2009), Landesrat[18]
- 1982: Josef Krainer (1930–2016), Landeshauptmann
- 2002: Vinzenz Lechner, Bürgermeister a. D.
- 2017: Bruno Neubauer, Kommandant Freiwillige Feuerwehr St. Georgen[19]

### Söhne und Töchter der Gemeinde
- Amalie Materna (1844–1918), Opernsängerin
- Eugen Reichsfreiherr Binder von Krieglstein (1873–1914), Kriegsberichterstatter und Reiseschriftsteller